# Amblopala avidiena
Amblopala avidiena är en fjärilsart som beskrevs av William Chapman Hewitson 1877. Amblopala avidiena ingår i släktet Amblopala och familjen juvelvingar. Inga underarter finns listade i Catalogue of Life.

## Bildgalleri

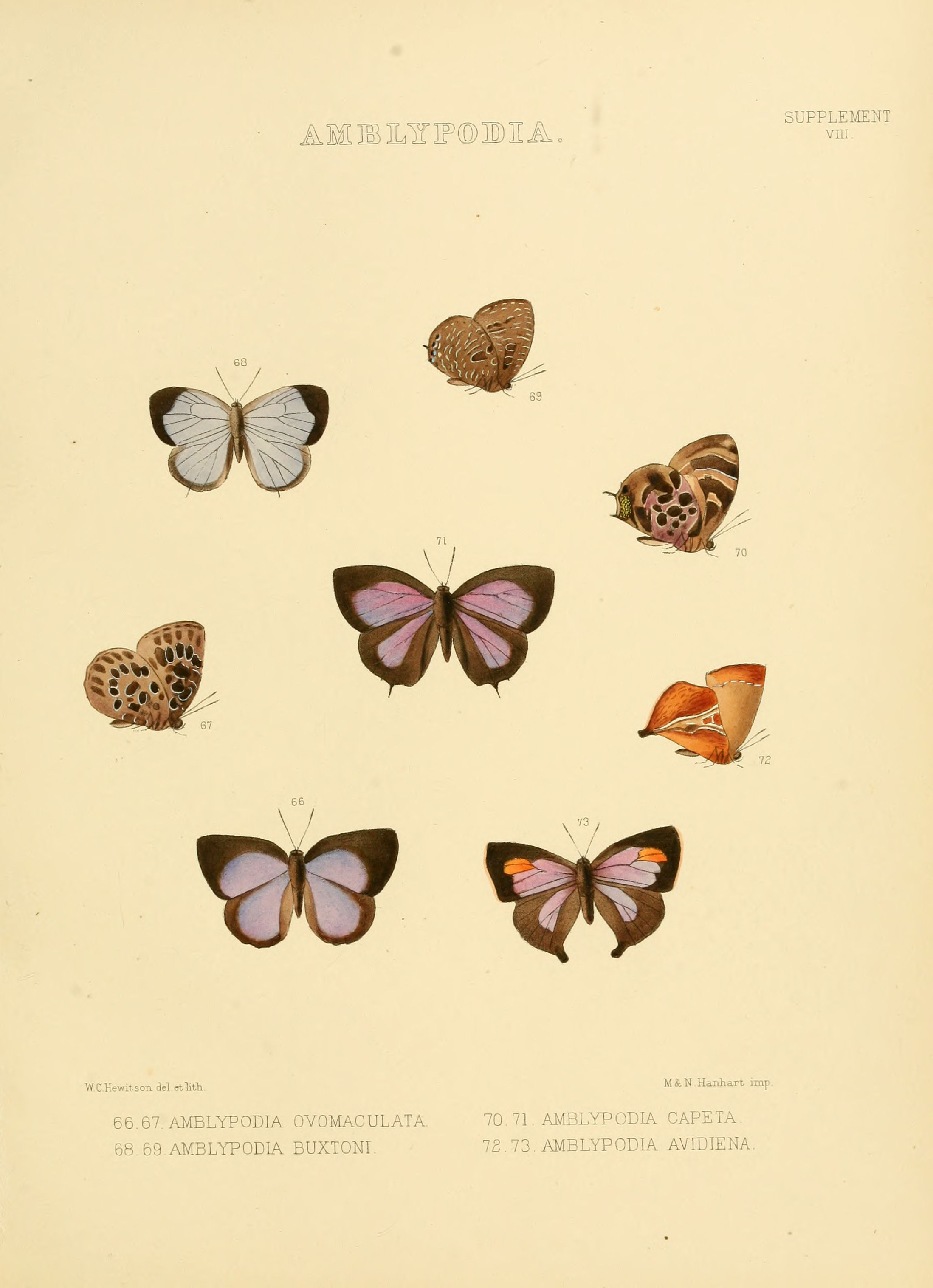